# Rotterdam Terror Corps
Rotterdam Terror Corps je nizozemska gabber skupina osnovana 1993. Poznata je po svojim teškim beatovima i većina ju smatraju pionirom hardcorea, na primjer, objavila je poznate pjesme kao što su: "God Is A Gabber", "Masters Of Hardcore", "Unleash Hell" i "Rotterdam Hooligan". Osnivači skupine su joj bili pet DJ-a (DJ Distortion, MC Raw, Reanimator, DJ Petrov i DJ Rob) od kojih su ostali samo dvojica DJ-a. DJ Petrov i DJ Rob su napustili skupinu zbog samostalnog rada, Reanimator (Patrick Moerland) je producirao prvi album i napustio je skupinu dok ju je drugi put 1995. trajno napustio nakon svađe s DJ Distortionom. DJ Distortion stvara glazbu dok MC Raw stvara vokal, ovaj dvojac je sada povezan s imenom Rotterdam Terror Corps. Na nastupima, skupina nije poznata samo po glazbi, nego je u svakom nastupu uživo poznata po tome što na pozornici plešu ženske striptizete i uz to se na nastupima koristi pirotehnika te njihov dobro poznat zaštitni znak: lubanja sa slušalicama.
Članovi Rotterdam Terror Corpsa su također radili s ostalim DJ-ima i producentima, uključujući Bass D & King Matthewa, The Headbangera, Neophytea, Dr. Macabrea i Paula Elstaka. Skupina je osvojila nekoliko nagrada, od kojih su dvije za najbolje nastupe uživo (Best Live Act) i najboljeg MC-ja (Best MC) 1996. godine.

## Vanjske poveznice
- Službena stranica
- Diskografija skupine